# ضريح أبو الطاهر بن عوف
الإمام أبو الطاهر إسماعيل بن مكي بن عيسى بن عوف ،ينتهى نسبه إلى الصحابي عبدالرحمن بن عوف رضي الله عنه إمام عصره فى الفقه على مذهب الإمام مالك رحمه الله ، له شرح على تهذيب المدونة فى ١٦ مجلدا ،كان السلطان صلاح الدين الأيوبي يستفتيه و قد سمع منه موطأ مالك برواية الطرطوشي كما كان شيخ الإمام الأبيارى فى الفقه ، توفي رحمه سنة ٥٨١ هجريا ، ضريح الشيخ أبو الطاهر بن عوف ، هو أحد المساجد التي أنشئت في عصر الدولة الايوبية في مصر   ، يقع  بشارع صلاح سالم بالإسكندرية.

## روابط خارجية
- آثار القاهرة الإسلامية نسخة محفوظة 31 مايو 2014 على موقع واي باك مشين.